# 安藤貴之
安藤 貴之（あんどう たかゆき、1965年 – ）は、日本のジャーナリスト。

## 概要
東京都に出生。明治大学卒業後、マスメディア業界に進み、1995年、TBSブリタニカ（阪急コミュニケーションズ）に入社。Penの創刊準備室で立上げに尽力し、2001年に副編集長、2005年から編集長を務め、制作総指揮を執っている。また、『ATES』編集長なども兼任した。『Pen』は、30,40代の高所得者が読者層が中心で、美しいブック・デザインや特集記事のクオリティーの高さで知られる。